# FO Gm 4/4
Die Gm 4/4 70 der Matterhorn-Gotthard-Bahn (MGB) ist eine schmalspurige Diesellokomotive.

## Geschichte

### Kalkbahn Lohja 5
Die Lokomotive wurde 1966 von der deutschen Lokomotivfabrik Arnold Jung unter der Fabriknummer 13950 gebaut und an die Werkbahn der Lohjan Kalkkitehdas Oy, die die sieben Kilometer lange Bahnstrecke Virkkala–Ojamo in Virkkala in Finnland betrieb, als Lok 5 verkauft. Die Werkbahn wurde 1970 stillgelegt und komplett abgebaut, die Fahrzeuge wurden verkauft. Daher wurde sie 1971 an das Holzverarbeitungsunternehmen Kymi Kymmene abgegeben, wo sie bis 1976 auf der sechs Kilometer langen Bahnstrecke Kuolimojärvi–Kallavesi in Ristiina im Einsatz war.

### Furka-Oberalp-Bahn
1980 kaufte die Furka-Oberalp-Bahn (FO) sie auf und setzte sie als Rangierlok in Oberwald VS ein. Nachdem sie auf beiden Seiten eine Rangierplattform, eine Zug- und Stossvorrichtung nach RhB-Norm, eine Vakuumbremse, eine Druckluft-Rangierbremse und eine Funkeinrichtung erhalten hatte, wurde sie als Baudienstfahrzeug mit der für solche Fahrzeuge vorgesehenen orangefarbenen Lackierung eingesetzt und mit der Nummer 71 versehen. In dieser Funktion wurde sie bis März 1981 beim Bau des Furka-Basistunnels eingesetzt. Danach blieb sie für Rettungs-, Baudienst-, Rangier- und Schneeräumdienste in Oberwald. 2000 wurde sie zu Rangierfahrten am Zwischenangriff zum Gotthard-Basistunnel in Sedrun stationiert. Die Nummer wurde einige Zeit nach der Fusion von Furka-Oberalp-Bahn und BVZ Zermatt-Bahn in 70 geändert, da bereits bei der BVZ eine Rangierlok mit der Nummer 71 vorhanden war. Im Herbst 2014 wurde die Maschine an die Dampfbahn Furka-Bergstrecke in Realp abgegeben und wurde dort im Rangierdienst eingesetzt. Am 12. Oktober 2021 wurde die Lok in Realp auf einen Strassentransporter verladen und zum Musée des tramways à vapeur et des chemins de fer secondaires français in Butry-sur-Oise in Frankreich verbracht.

## Spitzname
Die Gm 4/4 70 erhielt in der Schweiz wegen ihrer finnischen Herkunft den Spitznamen Elch. Technisch gesehen könnte man sie als Krokodil bezeichnen, da sie zwei niedrige gelenkig miteinander verbundene Vorbauten hat.

## Technik
Die Achsen werden über ein Drei-Gang-Getriebe, eine Blindwelle und Kuppelstangen von zwei in jedem Vorbau untergebrachten Dieselmotoren angetrieben. Sie kann nur auf Adhäsionsstrecken fahren, da sie kein Zahnrad besitzt.

## Ähnliche Lokomotiven
Die Firma Jung hatte bereits 1952 drei ähnliche Lokomotiven für meterspurige Schmalspurbahnen in Süddeutschland gebaut. Die Loks wurden als Baureihe V29 von der Deutschen Bundesbahn bis Ende der 1960er Jahre eingesetzt. Ein Exemplar blieb beim Deutschen Eisenbahn-Verein erhalten.
Bei der Härtsfeld-Museumseisenbahn befindet sich eine fast baugleiche, aber etwas schwächere Version, die 1954 ebenfalls von Jung gebaut wurde. Sie wurde als Kalkbahn Lohja 4 bis 1970 in Finnland eingesetzt. Die Lokomotive stand von 1974 bis 2005 bei der Luzern-Stans-Engelberg-Bahn als LSE Gm 4/4 111 im Dienst und wurde dort auf den Namen „Jumbo“ getauft. Sie trägt entsprechende Schilder.